# Территориальная оборона (Югославия)
Территориальная оборона (ТО) — составная часть Вооружённых Сил бывшей Социалистической Федеративной Республики Югославия. Силы территориальной обороны примерно соответствуют народному ополчению, или резерву Вооружённых Сил. Каждая из югославских союзных республик имела собственные военизированные соединения ТО, в то время, как федерация в целом содержала Югославскую Народную Армию, имевшую собственный резерв.

## Предыстория
Югославия являлась социалистическим государством, однако, не в полной мере входившим в «мировой социалистический лагерь». После советско-югославского раскола 1948 года маршал Тито разорвал связи с СССР, и стал одним из основателей Движения Неприсоединения. Советское вторжение в Чехословакию в 1968 году породило опасения подобного вторжения в Югославию, а стратегическое положение между НАТО и ОВД заставило разработать собственную военную доктрину.

## Доктрина
В 1969 году Югославия приняла собственную доктрину тотальной войны, названную доктриной тотальной народной обороны. Доктрина основывалась на опыте боевых действий югославских партизан против оккупантов и коллаборационистов в годы Второй мировой войны. Доктрина гласила, что каждый гражданин, который сопротивляется агрессору, является членом Вооруженных Сил, так что всё население в случае иностранной агрессии должно было превратится в силы сопротивления.
В школах, университетах, организациях проводилась военная подготовка. Силы ТО должны были мобилизовать население в случае агрессии, и поддерживать Югославскую Народную Армию.
Один из возможных сценариев предусматривал военный конфликт между НАТО и ОВД. В таком случае Югославия должна была придерживаться нейтралитета, и не допускать на свою территорию иностранные войска. В случае, если любая из сторон собиралась захватить Югославию для дальнейшего продвижения своих войск, для использования коммуникаций, или чтобы не допустить захвата Югославии другой стороной — такие попытки должны были быть рассмотрены как агрессия, независимо от того, какая сторона её совершила.

## Территориальная оборона
ТО была основана в 1969 году и состояла из годных к службе мужчин и женщин. От 1 до 3 миллионов югославов в возрасте от 15 до 65 лет в военное время должны были сражаться в составе ТО в качестве партизан. В мирное время до 860 тыс. чел. проходили военную подготовку.
ТО фокусировалась на небольших подразделениях лёгкой пехоты, оборонявшихся на хорошо известной им местности. Основным подразделением являлась рота. Более 2000 заводов, муниципалитетов и организаций выставляли подобные подразделения. Они должны были действовать по месту своего жительства, внося свой вклад в общие военные усилия. На региональном уровне формировались также батальоны и полки, имевшие артиллерию, ПВО, и некоторое количество бронетехники.
Прибрежные силы ТО могли выполнять военно-морские задачи. Они получали канонерские лодки, и вели подготовку водолазов для диверсионных операций.
Многие военнослужащие ТО одновременно являлись призывниками Югославской Народной Армии.
Организация ТО была децентрализована. Каждая из союзных республик имела собственные силы ТО: Босния и Герцоговина, Хорватия, Македония, Черногория, Сербия, Словения, а также автономии Воеводина и Косово.

## Распад
Фактически каждая союзная республика имела в лице ТО собственные Вооружённые Силы. Это породило опасения, что ТО может быть использована против Югославской Народной Армии в случае сецессии. Такие опасения и стали реальностью во время распада Югославии. На базе бывших Сил Территориальной Обороны, добровольцев и дезертиров, бежавших из Югославской Народной Армии образовались военизированные группировки, ставшие впоследствии армиями новых независимых государств, и прочих образований, появившихся во время распада Югославии.